# FC SKBC
SKBC FC, có tên đầy đủ là Samoa Korean Baptist Church Football Club, là một câu lạc bộ bóng đá Samoa thuộc Mỹ.

## Danh hiệu
- Giải bóng đá vô địch quốc gia Samoa thuộc Mỹ: 1

2013.
- Cúp bóng đá Samoa thuộc Mỹ: 1

2013.

## Đội hình hiện tại
Tính đến 6 tháng 10 năm 2014
Ghi chú: Quốc kỳ chỉ đội tuyển quốc gia được xác định rõ trong điều lệ tư cách FIFA. Các cầu thủ có thể giữ hơn một quốc tịch ngoài FIFA.
| Số | VT | Quốc gia         | Cầu thủ          |
| -- | -- | ---------------- | ---------------- |
| 1  | TM | Samoa thuộc Mỹ   | Richard Donovan  |
| 3  | TV | Hoa Kỳ           | Steven Garcia    |
| 4  | HV | Samoa thuộc Mỹ   | Trevor Kaituu    |
| 5  | HV | Samoa thuộc Mỹ   | William Fong     |
| 6  | TV | Samoa thuộc Mỹ   | Sam Kome         |
| 7  | TĐ | Quần đảo Solomon | Dunstone Aleziru |
| 8  | HV | Samoa thuộc Mỹ   | Neemia Kaleopa   |
| 9  | TV | Samoa thuộc Mỹ   | Kaleopa Siligi   |
| 10 | TĐ | Fiji             | Raynel Krishna   |

| Số | VT | Quốc gia         | Cầu thủ         |
| -- | -- | ---------------- | --------------- |
| 11 | TV | Samoa thuộc Mỹ   | Johnny Sione    |
| 12 | HV | Samoa thuộc Mỹ   | Rueben Luvu     |
| 13 | TV | Samoa thuộc Mỹ   | Melfi Alsherhri |
| 14 | TV |                  | Miguel Diaz     |
| 15 | HV | Quần đảo Solomon | Jerry Kena      |
| 16 | HV | Samoa thuộc Mỹ   | Joseph Koroiadi |
| 17 | TV | Samoa thuộc Mỹ   | Sione Lui       |
| 18 | TM | Tonga            | Sione Mau       |